# Sapere indigeno
Per  conoscenza indigena o sapere indigeno normalmente si fa riferimento a tradizioni maturate nel lungo periodo in particolari comunità indigene.
Molto spesso, erroneamente, “conoscenza indigena”, “conoscenza tradizionale” e “conoscenza locale” sono usati come sinonimi.
J. Martínez Cobo ha prodotto una definizione accettabile di ciò che si intende per comunità indigene: «sono indigene quelle popolazioni che, avendo una continuità con le società pre-invasione e precoloniali,... si considerano distinti da altri settori della società ormai prevalenti in tali regioni, o parti esse. Allo stato attuale formano un settore non-dominante della società e sono determinate a preservare, sviluppare e trasmettere alle future generazioni i loro territori ancestrali e le loro identità etniche, come base per preservare la loro esistenza come popolo, in accordo con il loro modello culturale, le istituzioni sociali e la legge».  In quest'ottica la conoscenza indigena è la conoscenza tradizionale dei popoli indigeni; quindi la conoscenza indigena è compresa nel più grande insieme della conoscenza tradizionale.
Altri autori inseriscono una variante tra conoscenza locale e conoscenza tradizionale: la conoscenza locale è un sapere non confinato ai gruppi oriundi di una determinata area, non è quindi confinato alla sola popolazione rurale; si ritiene che qualsiasi gruppo detenga una conoscenza locale (rurale, urbana, stanziale o nomade). Il nome conoscenza locale è una collezione di fatti e si correla all'intero sistema di concetti, credenze e percezioni che le persone posseggono riguardo al mondo intorno a loro. Ciò include anche le modalità con cui le persone osservano e misurano ciò che li circonda, come risolvono i problemi, come validano le nuove informazioni. Infine anche come la conoscenza viene prodotta, raccolta, applicata e trasmessa. Da questa esposizione si desume che conoscenza tradizionale e locale siano simili.
Il sapere tradizionale invece si basa sul fatto che la comunità che lo ha prodotto sia rimasta isolata dal resto del mondo. In questa ottica nella conoscenza locale sono compresi i sottoinsiemi del sapere tradizionale ed indigeno. La conoscenza locale non è riconosciuta come un sapere da tutti, in quanto include credenze, valori e pratiche.

## Il percorso di conoscenza
Il modo occidentale è passato attraverso molti fatti traumatici negli ultimi 5 secoli con il risultato di separare la conoscenza secolare da quella spirituale. Questo generalmente non è avvenuto per le comunità indigene e locali. La loro conoscenza è spesso inserita in una cosmologia e la distinzione tra conoscenza intangibile e fisica è spesso confusa. Questa conoscenza non può essere dimostrata o confutata da prove ed errori, bensì attraverso una rivelazione mediata da un rapporto con il creatore, gli spiriti o gli antenati.
I critici della sapienza locale sostengono che le conoscenze locali rappresentino solo superstizioni.
L'avanzamento nella medicina scientifica rappresenta un esempio. Centinaia di anni fa la medicina credeva che le malattie fossero causate dai quattro umori così come da fattori come il destino o l'influenza degli astri. Queste nozioni furono eliminate quando fu determinato che potevano essere supportate dall'evidenza, ma simili credenze continuano ad esistere nella "conoscenza tradizionale".
Potremmo definire il sapere indigeno come tutto il lavoro di ricerca compiuto dai diversi popoli prima di arrivare all'industrializzazione.
Nel nostro mondo vi è tutta una parte di conoscenze che sono il frutto di milioni di esperimenti condotti nel passato, di cui non abbiamo più memoria, ma diei quali ne godiamo i frutti.
Tutti i popoli hanno iniziato il loro cammino sulla terra come cacciatori-raccoglitori. Chi è progredito è divenuto agricoltore , giungendo infine alla moderna fase industriale. Il passaggio ad agricoltore è obbligatorio per progredire. In effetti l'agricoltura permette un maggior surplus alimentare e quindi la costituzione di civiltà complesse.
Sappiamo anche che ben pochi sono gli esseri viventi commestibili per l'uomo compresi nel regno animale e vegetale. Noi umani non possiamo utilizzare la maggior parte della biomassa ma l'uomo per divenire agricoltore ha dovuto selezionare ed incrociare piante ed animali di uso comune. Tutto questo lavoro ha implicato migliaia di anni di dedizione continua. Per esempio la prima domesticazione di piante, pare sia avvenuta nella mezzaluna fertile circa 8500 a.C. e riguardava grano, piselli ed olivo. A questo lavoro enorme dobbiamo i nostri cereali ed animali domestici (bovini, capra, maiale...).
Un lavoro simile è stato effettuato sulle piante ad uso medicinale.

## Trattati che regolano la sapienza indigena
Esistono due principali convenzioni che regolano il sapere indigeno, ovvero l'Accordo TRIPs (World Trade Organization's Trade Related Aspects of Intellectual Property Rights) e la Convenzione sulla diversità biologica.
È importante notare come i TRIPs che coprano tutta una serie di differenti proprietà intellettuale, non facendo alcuna differenza tra proprietà intellettuale industriale, indigena e locale

## Protezione del sapere indigeno
Sono utilizzati due paradimi protettivi per prevenire che altri usino diritti di proprietà intellettuale su conoscenza tradizionale: per esempio alcune comunità hanno creato database di conoscenza tradizionale per evidenziare il loro sapere come prior art, per prevenire successivi abusi.
Il secondo paradigma cerca di assicurare diritti di protezione legale alla conoscenza tradizionale: ciò è ottenuto sia usando le leggi esistenti, oppure utilizzando strumenti legislativi a promulgare nuove leggi sui generis.